# Attaque de Guiré
Guerre du Mali
Batailles
L'attaque de Guiré a lieu le 21 avril 2019 lors de la guerre du Mali.

## Déroulement
Le 21 avril 2019, à 5 heures du matin, des djihadistes venus de la forêt de Wagadou attaquent un poste de l'armée malienne à Guiré,. Transportés par des pick-ups et des motos, les assaillants incendient plusieurs véhicules et en emportent d'autres,.
Selon le ministère malien de la Défense « des renforts aériens et terrestres » sont « dépêchés pour secourir les blessés, occuper le poste et procéder au ratissage ».
Le Groupe de soutien à l'islam et aux musulmans revendique l'attaque deux jours plus tard en la présentant comme des représailles au massacre d'Ogossagou,.

## Pertes
Le soir du 21 avril, le ministère malien de la Défense annonce que onze soldats ont été tués et que plusieurs autres ont été blessés tandis que les djihadistes « se sont retirés avec une quinzaine de morts dans leurs rangs »,.
Cependant des bilans plus élevés sont donnés par d'autres sources. Le jour même de l'attaque, une source sécuritaire malienne de l'AFP fait ainsi état « d'au moins 12 morts, dont le commandant du poste, un capitaine ». Le média malien Studio Tamani affirme que 16 soldats ont été tués, que plusieurs autres sont portés disparus et que huit véhicules ont été incendiés selon des sources locales. L'Agence de presse du Mali (AMAP) donne quant à elle le 22 avril un bilan de 17 soldats tués, 21 blessés, six véhicules incendiés et huit véhicules emportés selon des « sources concordantes ». Cependant dans son rapport du 31 mai 2019 sur la situation au Mali, l'ONU donne également un bilan de onze mort du côté des militaires maliens.
Dans son communiqué du 23 avril, le Groupe de soutien à l'islam et aux musulmans déclare pour sa part que quatre de ses combattants ont été tués lors de l'attaque contre au moins 16 morts du côté des soldats maliens,. Le groupe affirme également avoir fait deux prisonniers et s'être emparé d'armes, de munitions et de nombreux véhicules,.